# Paul Cook (football)
Pour les articles homonymes, voir Paul Cook et Cook.
Paul Anthony Cook, né le 22 février 1967 à Liverpool en Angleterre, est un footballeur professionnel devenu entraîneur. Il connaît une longue carrière de footballeur, jouant pour de nombreux clubs anglais avant de se lancer dans la carrière d’entraîneur en Irlande et en Angleterre. Sur le terrain Cook occupait le poste de milieu de terrain soit central soit sur le côté gauche.

## Carrière de joueur
Paul Cook commence à jouer au football dans le club de Marine Football Club, club amateur de la petite ville de Crosby dans la Merseyside. Il signe rapidement pour le club professionnel de Wigan pour lequel il dispute près de 80 matchs avant d’atteindre l’âge de 20 ans. Il connaît aussi une courte et infructueuse période de prêt dans le club de Norwich City. Il est ensuite transféré pour £250,000 au Wolverhampton Wanderers.

### Wolverhampton Wanderers
Les cinq années passées au sein des Wolverhampton Wanderers sont particulièrement fructueuses. Cook est très populaire auprès des supporters du club et de ses coéquipiers. Son pied gauche et la précision de ses centres le rend particulièrement dangereux sur le terrain. Après 190 apparitions sous le maillot orange, il est transféré au Coventry City Football Club. Il y joue la majorité des matchs de son club lors de la saison 1994-1995 avant de connaître moins de succès la deuxième saison où il disparaît progressivement de l’équipe première. En février 1996, il est vendu pour £250,000 au Tranmere Rovers.
A Tranmere, il devient rapidement un élément clé de l’équipe disputant 60 matchs en à peine 18 mois. En octobre 2007, Tranmere accepte la proposition d’achat de £250,000 de Stockport County et récupère donc la somme déboursée lors de l’achat de Cook un an et demi auparavant. Après 12 mois à County, Cook commence à être perçu comme un « vieux joueur » : il est alors âgé de 32 ans. Ceci conduit à son transfert vers Burnley, d’abord sous la forme d’un prêt puis après quelques mois concluants lors d’un transfert définitif signé en juillet 1999.

### Burnley
Sous la direction de Stan Ternent, entraîneur de Burnley, Paul Cook connaît une sorte d’été indien de sa carrière. Il s’impose au sein du club comme un élément indispensable de l’équipe et dispute 130 matchs de championnat en quatre années.